# Michel Tremblay
Michel Tremblay (Mont-real, 25 juny de 1942) és un novel·lista i autor dramàtic quebequès.

## Obra dramàtica
- Le Train (1964).
- Les Belles-Sœurs (1968).
- En pièces détachées (1970).
- À toi, pour toujours, ta Marie-Lou (1970)
- Trois petits tourts (1971).
- Demain matin, Montréal m'attend (1972).
- Hosanna et La Duchesse de Langeais (1973).
- Bonjour, là, bonjour (1974).
- Les Héros de mon enfance (1976).
- Sainte Carmen de la Main et Surprise ! Surprise ! (1976).
- Damnée Manon, sacrée Sandra (1977).
- L'Impromptu d'Outremont (1980).
- Les Anciennes Odeurs (1981).
- Albertine en cinq temps (1984).
- Le Gars de Québec a partir de L'inspector de Nikolai Gògol. (1985).
- Le Vrai monde ? (1987).
- Nelligan (1990).
- La Maison suspendue (1990).
- Marcel poursuivi par les chiens (1992).
- En circuit fermé (1994).
- Messe solennelle pour une pleine lune d'été (1996).
- Encore une fois si vous le permettez (1998).
- L'État des lieux (2002).
- Impératif présent (2003).

## Traduccions al català
- Les cunyades (Les Belles-Sœurs). Traducció d'Antoni Navarro.
- Un berenar improvisat (L'Impromptu d'Outremont). Traducció de Jaume Melendres.